# Теорема о замкнутой подгруппе
Теорема о замкнутых подгруппах утверждает, что каждая замкнутая подгруппа группы Ли является вложенной подгруппой Ли (то есть наследует свою топологическую и дифференцирующую структуру из основной группы).
То есть предполагая лишь, что подгруппа образует замкнутое множество получаем, что она также образует вложенное подмногообразие и соответственно подгруппу Ли.
В случае линейных групп, теорема была доказана Джоном фон Нейманам в 1929 году.
Поскольку подгруппа Ли является вложенной тогда и только тогда, когда она замкнута, то отсюда получается, что (абстрактная) подгруппа является вложенной подгруппой Ли тогда и только тогда, когда она является замкнутым подмножеством.
Теорема позволяет найти много примеров групп Ли и для доказательства их принадлежности к этим группам достаточно доказать ихнюю замкнутость в некоторых подгруппах Ли, что часто относительно просто.
Например, специальные линейные группы или ортогональные группы являются замкнутыми подгруппами полных линейных групп.